# Hol (namn)
Hol är ett könsneutralt förnamn. 119 män har namnet i Sverige och 53 kvinnor. Flest bär namnet i Stockholm, där 37 män och 14 kvinnor har namnet.